# Brisbane International 2018
Il Brisbane International 2018, conosciuto anche come Brisbane International presented by Suncorp per motivi di sponsorizzazione, è stato un torneo professionistico di tennis che si è giocato all'aperto sul cemento. È stata la 10ª edizione dell'evento conosciuto come Brisbane International. Il torneo ha fatto parte dell'ATP Tour 250 nell'ambito dell'ATP World Tour 2018 per gli uomini, e per le donne alla categoria Premier del WTA Tour 2018. Sia il torneo maschile che quello femminile si sono svolti nell'impianto Tennyson Tennis Centre di Brisbane, nella regione del Queensland in Australia, dal 31 dicembre 2017 al 7 gennaio 2018.

## Partecipanti ATP

### Teste di serie
| Nazionalità          | Giocatore         | Ranking | Testa di serie* |
| -------------------- | ----------------- | ------- | --------------- |
| Bulgaria             | Grigor Dimitrov   | 3       | 1               |
| Regno Unito          | Andy Murray       | 16      | 2               |
| Australia            | Nick Kyrgios      | 21      | 3               |
| Canada               | Milos Raonic      | 24      | 4               |
| Lussemburgo          | Gilles Müller     | 25      | 5               |
| Argentina            | Diego Schwartzman | 26      | 6               |
| Bosnia ed Erzegovina | Damir Džumhur     | 30      | 7               |
| Germania             | Miša Zverev       | 33      | 8               |

* Ranking al 25 dicembre 2017.

#### Altri partecipanti
I seguenti giocatori hanno ricevuto una wildcard per il tabellone principale:
- Alex de Minaur
- John Millman
- Jordan Thompson

I seguenti giocatori sono passati dalle qualificazioni:

- Ernesto Escobedo
- Michael Mmoh
- Peter Polansky
- John-Patrick Smith

Il seguente giocatore è entrato in tabellone come lucky loser:
- Yannick Hanfmann

#### Ritiri
Prima del torneo
- Andy Murray →sostituito da  Yannick Hanfmann
- Rafael Nadal →sostituito da  Matthew Ebden
- Kei Nishikori →sostituito da  Frances Tiafoe

Durante il torneo
- Denis Istomin

## Partecipanti WTA

### Teste di serie
| Nazionalità | Giocatrice           | Ranking* | Testa di serie |
| ----------- | -------------------- | -------- | -------------- |
| Spagna      | Garbiñe Muguruza     | 2        | 1              |
| Rep. Ceca   | Karolína Plíšková    | 4        | 2              |
| Ucraina     | Elina Svitolina      | 6        | 3              |
| Francia     | Caroline Garcia      | 8        | 4              |
| Regno Unito | Johanna Konta        | 9        | 5              |
| Francia     | Kristina Mladenovic  | 11       | 6              |
| Lettonia    | Anastasija Sevastova | 16       | 7              |
| Australia   | Ashleigh Barty       | 17       | 8              |

* Ranking al 25 dicembre 2017.

### Altre partecipanti
Le seguenti giocatrici hanno ricevuto una wildcard per il tabellone principale:
- Destanee Aiava
- Ajla Tomljanović

Le seguenti giocatrici sono passate dalle qualificazioni:

- Kateryna Bondarenko
- Jennifer Brady
- Kaia Kanepi
- Aljaksandra Sasnovič

La seguente giocatrice è entrata in tabellone come lucky loser:
- Heather Watson

#### Ritiri
Prima del torneo
- Petra Kvitová → sostituita da  Heather Watson
- Magdaléna Rybáriková → sostituita da  Catherine Bellis
- Sloane Stephens → sostituita da  Ana Konjuh
- Elena Vesnina → sostituita da  Tatjana Maria

Durante il torneo
- Caroline Garcia
- Johanna Konta
- Garbiñe Muguruza

## Punti e montepremi
| Torneo              | Torneo              | V       | F       | SF     | QF     | 2T     | 1T    | Q  | Q3    | Q2    | Q1    |
| Singolare femminile | Punti               | 470     | 305     | 185    | 100    | 55     | 1     | 25 | 18    | 13    | 1     |
| Singolare femminile | Premi in denaro ($) | 190,732 | 101,475 | 54,200 | 23,265 | 12,477 | 6,813 | –  | 3,560 | 1,890 | 1,050 |
| Doppio femminile    | Punti               | 470     | 305     | 185    | 100    | -      | 1     | –  | –     | –     | –     |
| Doppio femminile    | Premi in denaro ($) | 47,545  | 25,410  | 13,680 | 7,062  | -      | 3,839 | –  | –     | –     | –     |

## Campioni

### Singolare maschile
Nick Kyrgios ha sconfitto in finale  Ryan Harrison con il punteggio di 6–4, 6–2.

### Singolare femminile
Elina Svitolina ha sconfitto in finale  Aljaksandra Sasnovič con il punteggio di 6–2, 6–1.

### Doppio maschile
Henri Kontinen /  John Peers hanno sconfitto in finale  Leonardo Mayer /  Horacio Zeballos con il punteggio di 3–6, 6–3, [10–2].

### Doppio femminile
Kiki Bertens /  Demi Schuurs hanno sconfitto in finale  Andreja Klepač /  María José Martínez Sánchez con il punteggio di 7–5, 6–2.